# Jacqueline Félicie di Almania
Jacqueline Félicie di Almania, in italiano: Jacobina Felice, in latino Jacoba Felicie (nata probabilmente a Firenze, cca. 1290 – non conosciuto), è stata una medica francese, processata nel 1322 per pratica illegale.

## Biografia
Non si hanno per il momento notizie certe sui primi anni di Jacqueline Félicie di Almania. Sembra che sia nata a Firenze, alcuni affermano da una famiglia ebrea, e che si sia poi trasferita a Parigi. Riferendosi a se stessa come nobilis mulier domino Jacoba, si suppone fosse di una classe sociale alta. 
Jacqueline Felice de Almania era conosciuta come specialista della salute, curando la salute sia di uomini che di donne. Aveva la reputazione di ottenere risultati positivi con i suoi trattamenti. Fu riferito che le persone venivano indirizzate a lei se il loro precedente trattamento per febbre, paralisi o altre condizioni mediche aveva fallito. Le persone andavano anche da lei per cure mediche, quando i medici autorizzati non trattavano le loro malattie. Credeva nel concetto di "segreti delle donne", l'idea che una donna debba guardare alle parti intime, al seno, alla pancia ecc. di altre donne come una barriera per impedire agli uomini di conoscere "gli affari delle donne".
Jacqueline Felice non ricevette una formazione presso un'università, e questo fu visto come offesa ai medici, perché usava le tecniche che utilizzavano i medici autorizzati, come visitare i malati, esaminare l'aspetto fisico dell'urina, toccare il corpo e prescrivere pozioni, digestivi e lassativi. Il suo studio medico non addebitava nessuna tariffa, a meno che non fosse seguita una cura dopo il trattamento.
Il suo successo creò gelosie e nel 1322, Jacobina Félicie fu processata per pratica illegale. Fu accusata dalla Facoltà di Medicina di Parigi unicamente per il fatto che esercitava medicina senza licenza medica. In sua difesa, Jacobina credeva che fosse improprio per gli uomini palpare il seno e l'addome delle donne. Durante il processo furono presenti otto testimoni, tutti suoi pazienti; tranne uno, tutti testimoniarono le sue capacità mediche. Secondo un testimone, veniva considerata un medico e un chirurgo migliore di qualsiasi medico francese a Parigi. Questo, oltre al fato di non far pagare ai pazienti nel caso in cui i suoi trattamenti non evevano successo, sembra aver fatto "arrabbiare i medici maschi".
Alla fine del processo, Jacqueline Felice de Almania fu dichiarata colpevole e venne minacciata di scomunica se fosse stata sorpresa a praticare di nuovo la medicina (anche se non è noto se abbia continuato a essere una guaritrice medica dopo il processo), e le fu inflitta una multa di 60 sterline parigine. L'accusa si basava sull'assenza di una formazione formale presso un'università, ma nessuno sforzo fu fatto per verificare la sua conoscenza della medicina. Nonostante le testimonianze che essa fosse in grado di curare le persone a cui gli altri medici maschi avevano rinunciato, la corte sostenne che: "un uomo formatosi presso la facoltà era più capace di curare i malati che qualunque donna". Si ritiene che questa decisione abbia vietato alle donne di studiare medicina in Francia e di ottenere licenze fino al XIX secolo.